# Melodi Grand Prix 2022
A 2022-es Melodi Grand Prix egy norvég zenei verseny lesz, melynek keretén belül a közönség kiválasztja, hogy ki képviselje Norvégiát a 2022-es Eurovíziós Dalfesztiválon.
Az élő műsorsorozatba ezúttal 21 dal versenyez az Eurovíziós Dalfesztiválra való kijutásért. A sorozat ezúttal hétfordulós volt; négy elődöntőt, minden szombaton 2020. január 15-től február 5-ig, két második esély fordulót február 7-én és 12-én, és egy döntőt rendeznek, február 19-én, ahol a nézők dönthettek mindenről.
Az adások alatt csak a közönség, a műsorsugárzó weboldalán elérhető szavazófelületen, döntött a végeredmények kialakításába.

## Helyszín
2022-ben  a koronavírus-járvány miatt az NRK ismét nem tud nagy szabású show-műsort rendezni. Az összes adást a Fornebuban található H3 Arénában rendezték meg.
| Norvégia Fornebu |

## A résztvevők
Az NRK 2021. május 28-án jelentette be, hogy ismét lehet jelentkezni a norvég válogatóba. A dalok beküldésének határideje először 2021. augusztus 15. volt, majd egy hónappal meghosszabbították.
Az versenyzőket az NRK a január 10-én tartott a sajtótájékoztató keretein belül mutatták be.

## Első elődöntő
Az első elődöntőt január 15-én rendezte az NRK négy előadó részvételével Fornebuban, a H3 Arénában. A végeredményt a nézők szavazatai alakították ki, akik mindössze egy előadót juttattak tovább a döntőbe. Ebben az elődöntőben lépett fel az öt automatikus döntőbe jutott előadó közül Elsie Bay, Death of Us című dalával.
| Párbaj | Előadó       | Dal                        | Eredmény              |
| ------ | ------------ | -------------------------- | --------------------- |
| I.     | Eline Noelia | Ecstasy                    | Továbbjutott          |
| I.     | Mira Craig   | We Still Here              | Második esély forduló |
| II.    | Trollfest    | Dance Like a Pink Flamingo | Második esély forduló |
| II.    | Frode Vassel | Black Flowers              | Továbbjutott          |

### Aranypárbaj
| #  | Előadó       | Dal           | Eredmény              |
| -- | ------------ | ------------- | --------------------- |
| 01 | Eline Noelia | Ecstasy       | Második esély forduló |
| 02 | Frode Vassel | Black Flowers | Továbbjutott          |

## Második elődöntő
A második elődöntőt január 22-én rendezte az NRK négy előadó részvételével Fornebuban, a H3 Arénában. A végeredményt a nézők szavazatai alakították ki, akik mindössze egy előadót juttattak tovább a döntőbe. Ebben az elődöntőben lépett fel az öt automatikus döntőbe jutott előadó közül Christian Ingebrigtsen, Wonder of the World című dalával.
| Párbaj | Előadó           | Dal             | Eredmény              |
| ------ | ---------------- | --------------- | --------------------- |
| I.     | Lily Löwe        | Bad Baby        | Második esély forduló |
| I.     | Steffen Jakobsen | With Me Tonight | Továbbjutott          |
| II.    | Farida           | Dangerous       | Továbbjutott          |
| II.    | Daniel Lukas     | Kvelertak       | Második esély forduló |

### Aranypárbaj
| #  | Előadó           | Dal             | Eredmény              |
| -- | ---------------- | --------------- | --------------------- |
| 01 | Steffen Jakobsen | With Me Tonight | Második esély forduló |
| 02 | Farida           | Dangerous       | Továbbjutott          |

## Harmadik elődöntő
A harmadik elődöntőt január 29-én rendezi az NRK négy előadó részvételével Fornebuban, a H3 Arénában. A végeredményt a nézők szavazatai alakítják ki, akik mindössze egy előadót juttattak tovább a döntőbe. Ebben az elődöntőben lépett volna fel az öt automatikus döntőbe jutott előadó közül a SubWoolfer, Give That Wolf a Banana című dalukkal, de az adás előtt pár nappal pozitív eredményt mutatott PCR tesztjük, így a NorthKid, Someone című dalukkal mutatkoznak be.
| Párbaj | Előadó        | Dal            | Eredmény |
| ------ | ------------- | -------------- | -------- |
|        | Mari Bølla    | Your Loss      |          |
|        | Oda Gondrosen | Hammer of Thor |          |
|        | Sturla        | Skår i hjerte  |          |
|        | Vilde         | Titans         |          |

## Negyedik elődöntő
A negyedik elődöntőt február 5-én rendezi az NRK négy előadó részvételével Fornebuban, a H3 Arénában. A végeredményt a nézők szavazatai alakítják ki, akik mindössze egy előadót juttattak tovább a döntőbe. Ebben az elődöntőben lépett fel az öt automatikus döntőbe jutott előadó közül a NorthKid, Someone című dalukkal, de a harmadik elődöntő előtt pár nappal az aktuális döntős versenyzők, a SubWoolfer PCR tesztje pozitív eredményt mutatott így az ő daluk, a Give That Wolf a Banana ebben az elődöntőben mutatkozik be.
| Párbaj | Előadó          | Dal            | Eredmény |
| ------ | --------------- | -------------- | -------- |
|        | Alexandra Joner | Hasta la vista |          |
|        | Kim Wigaard     | La melodia     |          |
|        | Maria Mohn      | Fly            |          |
|        | Sofie Fjellvang | Made of Glass  |          |

## Második esély forduló

### Első forduló
A második esély forduló első fordulóját február 7-én rendezi az NRK és az NRK P1 tizenkét előadó részvételével. A végeredményt a nézők szavazatai alakítják ki, akik mindössze négy előadót juttattak tovább a második fordulóba.
| # | Előadó           | Dal                        | Eredmény |
| - | ---------------- | -------------------------- | -------- |
|   | Daniel Lukas     | Kvelertak                  |          |
|   | Eline Noelia     | Ecstasy                    |          |
|   | Lily Löwe        | Bad Baby                   |          |
|   | Mira Craig       | We Still Here              |          |
|   | Steffen Jakobsen | With Me Tonight            |          |
|   | Trollfest        | Dance Like a Pink Flamingo |          |

### Második forduló
A második esély forduló második fordulóját február 12-én rendezi az NRK négy előadó részvételével Fornebuban, a H3 Arénában. A végeredményt a nézők szavazatai alakítják ki, akik mindössze egy előadót juttattak tovább a döntőbe. Ebben az elődöntőben lép fel az öt automatikus döntőbe jutott előadó közül Anna-Lisa Kumoji, Queen Bees című dalával.

## Döntő
A döntőt február 19-én rendezi az NRK tíz előadó részvételével Fornebuban, a H3 Arénában. A végeredményt a nézők szavazatai alakítják ki. Az összes dal elhangzása után a szavazást elindítják, ahonnan a négy legtöbb szavazatot kapott előadó jut tovább. A négy előadó ezután párbajozik egymással, mint az elődöntőkben. A két párbaj győztese újra előadja versenydalát, majd ezután összesítik a szavazatokat, amelyeket regionális területekre bontanak, majd az öt földrajzi régió kiosztja pontjait.
| # | Előadó                 | Dal                     | Eredmény |
| - | ---------------------- | ----------------------- | -------- |
|   | Anna-Lisa Kumoji       | Queen Bees              |          |
|   | Christian Ingebrigtsen | Wonder of the World     |          |
|   | Elise Bay              | Death of Us             |          |
|   | Farida                 | Dangerous               |          |
|   | Frode Vassel           | Black Flowers           |          |
|   | NorthKid               | Someone                 |          |
|   | Subwoolfer             | Give That Wolf a Banana |          |

## Visszatérő előadók
| Előadó                 | Előző év |
| ---------------------- | -------- |
| Alexandra Joner        | 2015     |
| Anna-Lisa Kumoji       | 2019     |
| Christian Ingebrigtsen | 2010     |
| Kim Wigaard            | 2020     |
| Maria Mohn             | 2020     |
| Mira Craig             | 2010     |